# (464470) 2016 BU47
(464470) 2016 BU47 es un asteroide perteneciente al cinturón de asteroides, descubierto el 12 de abril de 2005 por el equipo Spacewatch desde el Observatorio Nacional de Kitt Peak (Arizona, Estados Unidos).